# Antu (televisor)
Antu («Sol» en mapudungun) fue un modelo de televisor fabricado en Chile por la empresa IRT durante los años 1970, específicamente durante el gobierno de Salvador Allende, como parte de un plan estatal para desarrollar un «televisor popular» y de precio económico.
Era un televisor en blanco y negro de formato híbrido (con válvulas y transistores) que poseía una pantalla de 12 pulgadas, y su recubrimiento era una caja plástica de color blanco; entre sus características se encontraba el blasón del escudo nacional en la parte inferior derecha de su cara frontal.

## Historia
En enero de 1971 fue creada una comisión que analizaría un programa de fabricación de televisores destinados a los sectores de menores ingresos; dicha comisión estaba conformada por ingenieros del Comité de Industrias Eléctricas y Electrónicas (CIEE) de la Corporación de Fomento de la Producción (Corfo), Empresa Electrónica Nacional (Elecna) y RCA Victor —que se encontraba en negociaciones con el gobierno chileno para la venta al Estado de su participación mayoritaria—.
Luego de la compra del 51% de las acciones de la filial chilena de RCA Victor para convertirla en IRT (Industria de Radio y Televisión), ocurrida en marzo de 1971, el plan de fabricación de televisores populares tomó forma a partir de abril y se decidió que sería un modelo con una pantalla de 12 pulgadas. El 5 de julio de 1971 el CIEE encargó a IRT el desarrollo del proyecto de televisores populares, mientras que en diciembre del mismo año el CIEE reconocía un atraso en la producción de los aparatos.
El plan definido por el gobierno chileno establecía la producción de 30 mil televisores Antu durante 1971 y 100 mil en 1972. Hacia junio de 1972 se habían ensamblado 23 mil televisores Antu, y el 13 del mismo mes su precio fue fijado en 2450 escudos —levemente inferior a los 2500 escudos que se habían proyectado en mayo de 1971—, los que se pagaban en 10 cuotas mensuales, entregándose el aparato al comprador luego que cancelara la quinta cuota.
Para acelerar el ritmo de producción, la planta de IRT en Arica arrendó en agosto de 1971 un galpón que anteriormente era ocupado por Ford Motor Company, y en noviembre llegó la maquinaria para instalar una planta de armado de televisores a alta velocidad. Los aparatos eran ensamblados a un ritmo de 500 por semana hacia junio de 1972. En junio de 1972, producto de una escasez de televisores en las tiendas santiaguinas ante el anuncio de un aumento de precios, se intensificó el envío de aparatos desde Arica, utilizando incluso vuelos de carga de aerolíneas como Lasa, Cóndor y Ladeco.
En agosto de 1973 IRT anunciaba la fabricación del televisor Antu número 100 mil. Tras el golpe de Estado que dio inicio a la dictadura militar, la producción del modelo Antu fue finalizada en agosto de 1974 y fue reemplazado por el televisor «Alba», lanzado al mercado en junio de 1975. El nombre Antu fue reutilizado por IRT en 1978 al lanzar el modelo «Antu Color» —aprovechando el inicio oficial de las transmisiones cromáticas en Chile—, con una pantalla de 14 pulgadas.